# Potamogeton nodosus
Espèce
Synonymes
- Potamogeton canariensis Link
- Potamogeton  leschenaultii Cham. & Schltdl.

Statut de conservation UICN

 LC  : Préoccupation mineure
Potamogeton nodosus, le Potamot noueux, est une espèce de plantes aquatiques de la famille des Potamogetonaceae. Connue sous le nom commun de potamot, elle est originaire d'Eurasie et des Amériques, où elle est répandue dans des plans d'eau comme les étangs, les lacs, les fossés et les cours d'eau.

## Description
C'est une plante vivace produisant une hampe florale s'érigeant verticalement, ses tiges sont ramifiées, longues d'un mètre environ. Les feuilles sont linéaires et largement lancéolées 15 centimètres de long, 4 de large. Les feuilles flottantes et submergées sont maintenues par de longs pétioles. L'inflorescence est un épi offrant de nombreuses petites fleurs.

## Liste des variétés et formes
Selon World Checklist of Selected Plant Families (WCSP) (11 avril 2014) :
- Potamogeton nodosus Poir. (1816)

Selon Tropicos (11 avril 2014) (Attention liste brute contenant possiblement des synonymes) :
- variété Potamogeton nodosus var. stagnatilis (W.D.J. Koch) Soó
- forme Potamogeton nodosus fo. angustissimus Hagstr.
- forme Potamogeton nodosus fo. brevifolius (G. Fisch.) Soó
- forme Potamogeton nodosus fo. congestus (G. Fisch.) Soó
- forme Potamogeton nodosus fo. latifolius (G. Fisch.) Soó
- forme Potamogeton nodosus fo. spathulifolius (G. Fisch.) Soó

## Systématique
Le nom correct complet (avec auteur) de ce taxon est Potamogeton nodosus Poir..
Ce taxon porte en français les noms vernaculaires ou normalisés suivants : Potamot noueux,,,,, Potamot à feuilles flottantes,, Potamot de Thunberg, potamot, potamot des rivières, potamot flottant.
Potamogeton nodosus a pour synonymes :
- Potamogeton americanus subsp. mascarensis (Cham. & Schltdl.) A.Benn.
- Potamogeton americanus var. novaeboracensis (Morong) A.Benn.
- Potamogeton americanus var. thunbergii (Cham. & Schltdl.) A.Benn.
- Potamogeton americanus Cham. & Schltdl.
- Potamogeton canariensis Link
- Potamogeton drucei Fryer
- Potamogeton indicus Roxb.
- Potamogeton insulanus Hagstr.
- Potamogeton leschenaultii Cham. & Schltdl.
- Potamogeton lonchites var. novaeboracensis Morong
- Potamogeton machianus Lowe
- Potamogeton machianus Lowe ex Graebn.
- Potamogeton malaianus Miq.
- Potamogeton mascarensis Cham. & Schltdl.
- Potamogeton mexicanus A.Benn.
- Potamogeton montanus C.Presl
- Potamogeton natans f. capensis Kunth
- Potamogeton natans var. canariensis (Link) T.Durand & Schinz
- Potamogeton natans var. capensis T.Durand & Schinz
- Potamogeton natans var. mexicanus M.Martens & Galeotti
- Potamogeton nodosus f. angustissimus Hagstr.
- Potamogeton nodosus f. brevifolius (G.Fisch.) Soó
- Potamogeton nodosus f. congestus (G.Fisch.) Soó
- Potamogeton nodosus f. latifolius (G.Fisch.) Soó
- Potamogeton nodosus f. spathulifolius (G.Fisch.) Soó
- Potamogeton nodosus var. stagnatilis (W.D.J.Koch) Soó
- Potamogeton nuttallii var. portoricensis (Graebn.) Graebn.
- Potamogeton occidentalis Sieber
- Potamogeton occidentalis Sieber ex Cham. & Schltdl.
- Potamogeton owaihiensis Cham. & Schltdl.
- Potamogeton pensylvanicus var. portoricensis Graebn.
- Potamogeton peruviana C.Presl
- Potamogeton petiolaris Raf.
- Potamogeton rotundatus Hagstr.
- Potamogeton roxburghianus Schult. & Schult.f.
- Potamogeton roxburghii F.Dietr.
- Potamogeton semicoloratus A.Benn.
- Potamogeton serotinus Schrad.
- Potamogeton serotinus Schrad. ex Schult. & Schult.f.
- Potamogeton stagnorum Hagstr.
- Potamogeton syriacus Cham. & Schltdl.
- Potamogeton thunbergii Cham. & Schltdl.
- Potamogeton ×fluitans f. brevifolius G.Fisch.
- Potamogeton ×fluitans f. congestus G.Fisch.
- Potamogeton ×fluitans f. latifolius G.Fisch.
- Potamogeton ×fluitans f. spathulifolius G.Fisch.
- Potamogeton ×fluitans subsp. americanus Graebn.
- Potamogeton ×fluitans var. americanus (Graebn.) P.Fourn.
- Potamogeton ×fluitans var. canariensis (Link) Webb & Berthel.
- Potamogeton ×fluitans var. novaeboracensis (Morong) Graebn.
- Potamogeton ×fluitans var. robustus Tab.Morais
- Potamogeton ×fluitans var. stagnatilis W.D.J.Koch
- Potomogeton thunberguii Cham. & Schltdl